# رابرت کلمن ریچاردسون
رابرت کلمن ریچاردسون (به انگلیسی: Robert Coleman Richardson) ( متولد ۲۶ ژوئن ۱۹۳۷ در واشینگتن دی.سی. )
فیزیک‌دان باتجربه آمریکایی است که حوزه تحقیقاتی او شامل مطالعه بر روی دمای زیر – میلی کلوین هلیم-۳ است . ریچاردسون همراه با دیوید لی، به عنوان محققان ارشد و سپس داگلاس اوشراف، دانشجوی فارغ التحصیل، در سال ۱۹۹۶ جایزه نوبل را برای کشف سال ۱۹۲۷ خود درباره ابرشارگی بودن اتم‌های هلیوم ۳، در آزمایشگاه فیزیک اتمی و جامد دانشگاه کرنل دریافت نمود .
او در حال حاضر استاد فیزیک دانشگاه کرنل است و به مطالعه خواص کوانتومی مایعات و جامدات در دمای بسیار پایین متمرکز شده‌است.